# Neutralidad de carbono

Porcentajes nacionales de emisiones de CO_{2} en 2015. (EEA/EEE: Espacio Económico Europeo)

La neutralidad de carbono, huella de carbono cero, cero neto o neutralidad climática se refiere a conseguir emisiones de dióxido de carbono netas iguales a cero equilibrando la cantidad de dióxido de carbono liberado a la atmósfera con una cantidad equivalente retirada de la atmósfera, o fijada por plantas, o comprando los suficientes créditos de carbono. El término "neutralidad de carbono", o neutro en carbono, se utiliza en el contexto de procesos asociados con la emisión de dióxido de carbono, como transporte o producción de energía empleando combustibles fósiles (carbón, petróleo o gas natural).
Debe aclararse que en el contexto de cambio climático, energía, atmósfera, etc., cuando se dice "carbono", en general se está hablando de dióxido de carbono (CO2), un compuesto químico, gaseoso a temperatura ambiente; mientras que en otros contextos (biología, química orgánica), cuando se dice "carbono", se alude a un elemento químico, el sexto de la tabla periódica, de símbolo C, y con propiedades totalmente distintas de las del CO2.
El concepto de neutralidad de carbono puede ampliarse para incluir otros gases de efecto invernadero (GEI) medidos en términos de su equivalencia con el dióxido de carbono (CO2e) —el impacto que un GEI tiene en la atmósfera expresada en la cantidad equivalente de CO₂. Por ejemplo, el metano produce un efecto invernadero 21 veces superior al CO2. Por tanto, si unas emisiones constan de una tonelada de CO2 y una tonelada de metano, sumarán 22 toneladas de dióxido de carbono equivalente (CO2e). 
El término climáticamente neutro (en inglés climate neutral) refleja la inclusión de otros GEI. Aunque el CO2 es el más abundante, otros GEI regulados por el Protocolo de Kioto son el metano (CH4), óxido de nitrógeno (I) (N2O), hidrofluorocarbonos (HFC), fluorocarburos (PFC) y hexafluoruro de azufre (SF6). Los términos "neutralidad de carbono", "climáticamente neutro" y "neutralidad climática" se utilizarán indistintamente en este artículo.
La mejor práctica para las organizaciones e individuos que buscan ser neutros en carbono supone, primero, reducir o evitar tantas emisiones de GEI como sea posible, de modo que luego solo necesiten compensar las emisiones inevitables. La neutralidad generalmente se consigue de dos maneras:
- Utilizando solamente energías renovables, que no producen dióxido de carbono (esto también se llama economía baja en carbono, economía descarbonizada o economía postcarbono).
- Compensaciones de carbono (carbon offsetting) pagando a otros para capturar y almacenar el 100 % del dióxido de carbono emitido a la atmósfera (por ejemplo plantando árboles)[5] o financiando proyectos de carbono que deberían llevar a prevenir futuras emisiones, o comprando créditos de carbono, que, en la práctica, son derechos para emitir GEI, y hay un número limitado de ellos en el mercado de emisiones. Si alguien los compra, y no emite esos GEI, la cantidad de GEI emitida se verá reducida en esa cuantía.[6] La práctica de estas compensaciones ha recibido algunas críticas.[7]

El término carbon neutrality (neutralidad de carbono) fue la palabra del año 2006 para el New Oxford American Dictionary.

## Proceso
La neutralidad de carbono se consigue normalmente con los siguientes pasos (aunque pueden variar dependiendo de si los dan individuos, empresas, organizaciones, ciudades, regiones o países):

### Compromiso
En el caso de individuos es probable que la decisión sea directa, pero para conjuntos más complejos, normalmente requiere liderazgo político en el nivel más alto y amplio acuerdo popular sobre la validez del esfuerzo.

### Cómputo y análisis
Cuantificar y analizar las emisiones que se deben eliminar, y las opciones para hacerlo, es el paso crucial del proceso, porque permite fijar las prioridades para la acción –desde los productos que se compran (unos tienen mayor huella de carbono que otros) hasta la producción de energía, su utilización y el transporte– y empezar a medir el progreso. Esto puede conseguirse a través de un inventario de GEI que conteste a preguntas como:
- ¿Qué operaciones, actividades, unidades deberían incluirse?
- ¿Qué fuentes deberían incluirse (véase la sección Emisiones directas e indirectas)?
- ¿Quién es responsable de qué emisiones?
- ¿Qué gases deberían incluirse?

Para los individuos, las calculadoras de carbono pueden simplificarles la tarea compilando un inventario de sus emisiones. Típicamente miden el consumo de electricidad en kWh, la cantidad y tipo de combustible utilizado para calefacción y agua caliente, y cuántos kilómetros conduce el individuo en su coche, vuela y monta en otros vehículos. Los individuos también pueden establecer varios límites en el sistema donde se mueven, p. ej. emisiones personales de GEI, emisiones de su vivienda, o para qué empresa trabajan.
En Internet están disponibles muchas calculadoras de carbono, que varían significativamente en su utilidad y los parámetros que miden. Algunas solo tienen en cuenta los coches, aviones y energía doméstica. Otras cubren también los residuos domésticos o el ocio.
En algunas circunstancias se marca como objetivo ir más allá de la neutralidad en carbono (normalmente después de cierto tiempo empleado para lograrla) y empezar a reducir el dióxido de carbono en la atmósfera, en lugar de contentarse solamente con no aumentarlo. Porque aunque algunos individuos, empresas o países reduzcan sus emisiones, incluso mucho, la concentración de dióxido de carbono en la atmósfera continúa creciendo, y en 2017 ha llegado a las 405 partes por millón (ppm), superando el nivel de las 400 ppm que los científicos consideran peligroso (porque puede dar lugar a eventos catastróficos).

### Acción
Para empezar a dirigirse hacia la neutralidad climática, las empresas y las administraciones locales pueden utilizar un sistema de gestión medioambiental (EMS por sus siglas en inglés) o de sostenibilidad establecido por el estándar internacional ISO 14001 (desarrollado por la Organización Internacional de Normalización, ISO por sus siglas en inglés). Otro marco EMS es EMAS, el sistema europeo de gestión y auditoría ecológicas, utilizado por numerosas compañías de la UE. Muchas autoridades locales aplican EMS a determinados sectores de su administración, o incluso certifican (es decir, hacen examinar por un auditor independiente) con alguno de estos estándares todas sus operaciones.

### Reducción
Uno de los argumentos más sólidos para reducir las emisiones de GEI  es que se ahorra dinero. Cuando los precios de la energía emprenden alguno de sus frecuentes ciclos alcistas (a menudo impulsados por una elevación del precio del petróleo), se hace más caro viajar, calentar e iluminar viviendas y centros de trabajo, así como mantener en funcionamiento una economía moderna. De modo que es a la vez de sentido común y sensato para el clima utilizar la energía tan sobriamente como sea posible.
Ejemplos de acciones para reducir las emisiones de GEI son:
- Limitar el consumo energético y las emisiones del transporte (utilizando —en vez del vehículo privado— bicicletas, transporte público o los propios pies, evitando volar en avión, empleando vehículos de bajo consumo), así como de edificios, equipos, animales y procesos.
- Obtener electricidad y otras energías (por ejemplo, térmica, de una instalación solar térmica) de una fuente de energía renovable, ya sea directamente por el usuario final de la energía (como instalando paneles fotovoltaicos en el tejado de su casa), ya seleccionando un suministrador de energía verde certificado. Otro método propuesto es utilizar combustibles alternativos de bajas emisiones, como biocombustibles sostenibles, pero resultan polémicos[11] porque pueden redundar en un aumento neto de las emisiones, además de un incremento del precio de los alimentos[12] y de la deforestación.[13]

### Compensación
El uso de compensaciones de carbono pretende neutralizar cierto volumen de emisiones de GEI financiando proyectos —como plantar árboles— que deberían producir una merma de las emisiones en otro lugar. Bajo la premisa «primero reduce lo que  puedas y luego compensa el resto», se puede lograr la compensación apoyando un proyecto de carbono responsable, o comprando compensaciones de carbono o créditos de carbono.
La compensación de carbono es también una herramienta para varias autoridades locales en el mundo.
En 2015, la Convención Marco de las Naciones Unidas sobre el Cambio Climático (CMNUCC), siguiendo el mandato del comité ejecutivo del Mecanismo de desarrollo limpio, lanzó un sitio web específico (verlo abajo, en Enlaces externos) donde organizaciones y compañías, pero también individuos, pueden compensar su huella de carbono con el objetivo de implicar a todo el mundo en la promoción de la sostenibilidad.
La compensación se ve a veces como un asunto polémico y parcial (quien habla de ella pertenece a un determinado bando). Por ejemplo, James Hansen describe la compensación como "indulgencias  modernas, vendidas a una opinión pública cada vez más consciente de las emisiones, para absolver sus pecados climáticos." Las indulgencias son un mecanismo de la iglesia católica para eximir de las penas temporales que conllevan los pecados. Su critícadísimo abuso dio lugar, junto con otros factores, al cisma protestante.

### Evaluación y repetición
Esta fase incluye la evaluación de los resultados y recopilación de una lista de mejoras propuestas, con los resultados documentados e informados, de modo que la experiencia de qué funciona (y qué no) se comparte con quienes le pueden dar buen uso.
Finalmente, con todo completado, el proceso de neutralidad de carbono vuelve a empezar, incorporando esta vez las lecciones aprendidas. La ciencia y la tecnología avanzan, la normativa (por ejemplo, sobre emisiones) se vuelve más estricta y los estándares demandados por la población se elevan. Así que el segundo ciclo irá más allá que el primero, y el proceso continuará, cada fase sucesiva construyendo y mejorando sobre la anterior.

## Emisiones directas e indirectas
Para ser considerada neutra en carbono, una organización tiene que reducir su huella de carbono a cero. Determinar qué se incluye en la huella de carbono depende de la organización y los estándares que sigue. Generalmente, las emisiones directas tienen que ser reducidas y compensadas completamente, mientras que las emisiones indirectas por la electricidad adquirida pueden ser reducidas comprando una parte de esa electricidad a una compañía que la genere con energías renovables. Si la organización compra solamente electricidad generada con energías renovables, entonces elimina sus emisiones indirectas.
Las emisiones directas incluyen todas las resultantes de la fabricación, los vehículos de la organización, los viajes que reembolse, el ganado (por ejemplo cada vaca libera entre 113 y 189 litros de metano diarios) y cualquier otra fuente que es directamente controlada por la organización. Las emisiones indirectas incluyen todas las que resultan del uso o compra de un producto. Por ejemplo, las emisiones directas de una aerolínea son todas las generadas por el queroseno que queman sus aparatos, mientras que las emisiones indirectas incluyen la fabricación y achatarramiento de los aviones, toda la electricidad utilizada para operar la oficina de la aerolínea, y las emisiones diarias de los empleados en sus trayectos de ida y vuelta al trabajo. En otro ejemplo, una compañía eléctrica que opere centrales térmicas de carbón, fuel o gas natural tiene una emisión directa de GEI, mientras que la oficina que compra su electricidad lo considerará una emisión indirecta.

## Simplificación de estándares y definiciones
Los combustibles neutros son los que ni aumentan ni reducen el dióxido de carbono en la atmósfera al utilizarlos. Antes de que una agencia pueda certificar a una organización o individuo como neutro en carbono, es importante especificar si en el cálculo de la huella de carbono se incluyen las emisiones indirectas. La mayoría de los certificadores de neutralidad voluntaria en carbono, como Standard Carbon en EE. UU., requieren que tanto las fuentes directas como las indirectas sean reducidas y compensadas. Por ejemplo, si una organización quiere ser certificada por esta empresa debe compensar todas las emisiones directas e indirectas de sus viajes a razón de 1 libra de CO2e por milla de pasajero, y el 100 % de todas las emisiones directas no eléctricas.  Las compras de electricidad generada con emisiones tienen también que compensarse, o bien comprar electricidad generada solo con renovables. Este estándar difiere ligeramente del elaborado por el Instituto de Recursos Mundiales, ampliamente utilizado, y puede ser más fácil de calcular y aplicar.
Mucha de la confusión en los estándares de neutralidad climática puede atribuirse al número de estos que existe en la actualidad. Para las organizaciones que miran qué compensaciones de carbono adquirir, es fundamental saber qué estándares son robustos, creíbles y permanentes. Entre los estándares principales en el mercado voluntario pueden citarse el Estándar de carbono verificado, el Patrón oro (denominación comercial; no confundir con el antiguo sistema monetario), el Registro de carbono norteamericano, la Reserva de acción climática o el plan Vivo. Además las compañías pueden adquirir certificados de reducción de emisiones (conocidos por sus siglas inglesas CER) que resultan de la mitigación de emisiones conseguida por los proyectos con propósitos voluntarios que aprueba la CMNUCC.
El concepto de recursos compartidos también reduce las emisiones que una determinada organización tiene que compensar, pues todas las emisiones aguas arriba y aguas abajo de la actividad de esta organización son ya compensadas por otras organizaciones o individuos. Si todas las organizaciones e individuos se implicaran en el esfuerzo por conseguir la neutralidad climática, esto no resultaría en contar más de una vez la misma reducción de emisiones.
Respecto a la terminología en Reino Unido e Irlanda, en diciembre de 2011 la Autoridad de Estándares Publicitarios (en una decisión defendida por su evaluador independiente, sir Hayden Phillips) ordenó polémicamente que ningún producto fabricado podía ser comercializado como "cero en carbono", porque inevitablemente se emite dióxido de carbono durante su fabricación. Esta decisión se tomó en relación con un panel solar cuyas emisiones durante la fabricación se compensaban a los 1,2 años del uso. La decisión parece significar que ningún edificio o producto manufacturado puede ser legítimamente descrito como "cero en carbono" en la jurisdicción de esta autoridad.

## Compromisos
Ser neutro en carbono se ve cada vez más como bueno respecto a la responsabilidad social corporativa o estatal y una lista de creciente de Estados y empresas están anunciando fechas para las que pretenden devenir plenamente neutros.
Acontecimientos como la cumbre del G8 y organizaciones como el Banco Mundial también están utilizando la compensación para alcanzar la neutralidad climática. Artistas como The Rolling Stones o Pink Floyd han hecho álbumes o giras neutros en carbono. Live Earth afirma que sus 7 conciertos celebrados el 7 de julio de 2007 fueron el mayor acontecimiento público neutro en carbono de la historia.

### Compañías y organizaciones
La Red de Neutralidad Climática original era una organización sin ánimo de lucro, con sede en Oregón, fundada por Sue Hall y constituida como persona jurídica en 1999, para persuadir a las compañías de que ser climáticamente neutras les ahorraba costes y las hacía ambientalmente sostenibles. Desarrolló tanto la certificación de neutralidad climática como la marca Climate Cool (literalmente: guay para el clima, en un juego de palabras, porque cool se puede traducir, según el contexto, como fresco o como guay) con actores clave como la Agencia de Protección Ambiental (Estados Unidos), The Nature Conservancy, el Rocky Mountain Institute, Conservación Internacional, y el Instituto de Recursos Mundiales. La Red de Neutralidad Climática consiguió que los Juegos Olímpicos de Salt Lake City 2002 compensaran sus emisiones. En marzo de 2011 la sede electrónica de esta organización anunció que cerraba sus puertas, aunque planeaba continuar con la marca Climate Cool transfiriéndola a una nueva organización sin ánimo de lucro, desconocida en ese momento.  La compañía con ánimo de lucro Red Empresarial de Neutralidad Climática tiene a la misma Sue Hall como directora ejecutiva (CEO) y muchas de las organizaciones que participaban en la Red de Neutralidad Climática original pasaron a ser clientes de consultoría.
La citada organización sin ánimo de lucro Red de Neutralidad Climática no debe confundirse con la Red de Neutralidad Climática del Programa de las Naciones Unidas para el Medio Ambiente, que también desapareció para ser sustituida por otras iniciativas.
De hecho pocas empresas han logrado una certificación de neutralidad climática, sometiéndose a un proceso de revisión riguroso y estableciendo que han conseguido un impacto neto cero, o incluso positivo, en el clima mundial. La corporación Shaklee se convirtió en abril de 2000 en la primera compañía certificada como climáticamente neutra. Esta corporación emplea varias inversiones y actividades de compensación, como plantado de árboles, energía solar, captura de metano en minas abandonadas y sus procesos de fabricación. La Red Empresarial de Neutralidad Climática declara que certificó la gira de conciertos de la banda Dave Matthews como climáticamente neutra. El diario The Christian Science Monitor criticó el uso de NativeEnergy, una compañía con ánimo de lucro que vende compensaciones de carbono a empresas y celebridades como Dave Matthews.
Otra empresa, Salt Spring Coffe, ha alcanzado la neutralidad climática reduciendo sus emisiones a través de disminuir el uso de camiones a larga distancia, utilizar biodiésel en sus vehículos de entrega (como se ha dicho en el presente artículo, es controvertido que utilizar biocarburantes sea climáticamente neutro), cambiar sus equipos energéticos por otros de mayor eficiencia y adquirir compensaciones de carbono. La empresa proclama vender en Canadá el primer café climáticamente neutro. Fue reconocida por la Fundación David Suzuki en su informe de 2010 Hacer negocios en un clima nuevo.
Algunos ejemplos empresariales de autoproclamada neutralidad climática son Dell, Google, HSBC, Grupo ING, PepsiCo, Sky, Tesco, Toronto-Dominion Bank, Asos y Banco de Montreal.
Bajo la jefatura del Secretario general de la ONU Ban Ki-moon, las Naciones Unidas prometieron en diciembre de 2007 progresar hacia la neutralidad climática. El Programa de las Naciones Unidas para el Ambiente (PNUMA) anunció que se convertiría en climáticamente neutro en 2008 y estableció una red de neutralidad climática para promover la idea en febrero de 2008.
Los Juegos Olímpicos de Vancouver 2010 fueron los primeros juegos neutros en carbono de la historia.

### Edificios
De acuerdo con la ONU, en 2007 la producción de energía era responsable del 25,9 % de las emisiones de gases de efecto invernadero antropogénicos; la industria, del 19,4 %; la silvicultura, del 17,4 %; la agricultura, del 13,5 %; y los edificios, del 7,9 %. El Compromiso 2030 del Instituto Norteamericano de Arquitectos  es un programa voluntario para sus miembros, y otros participantes en el sector de la construcción, en el que les pide que, para 2030 diseñen todos sus edificios de forma climáticamente neutra.
En 2010 el estudio de arquitectura HOK trabajó con el grupo Weidt, asesor energético y de iluminación natural, para diseñar un prototipo de edificio de oficinas de etiqueta energética A y 170 735 pies cuadrados (15 861,8 m²), con nulas emisiones de carbono netas, en San Luis (Misuri), EE. UU.

### Países y comunidades
Unión Europea
Actualmente la Unión Europea tiene las iniciativas y políticas más firmes y efectivas en cuanto a conseguir la neutralidad en carbono. En 2020 la Comisión Europea consiguió aprobar el Pacto Verde Europeo, cuyo objetivo es alcanzar en 2050 la neutralidad climática de la Unión, mediante la aplicación directa de uno o varios Reglamentos (legislación europea) que tienen carácter vinculante y de vigencia obligatoria en todos los Estados de la Unión. La nueva ley europea establece que la Unión deberá reducir en un 50% sus emisiones de gases de efecto invernadero para 2030, respecto a los niveles de 1990, y para 2050 haber reducido al 100% dichas emisiones.
- Bután[48] es más que neutro en carbono: tiene emisiones negativas.[49] Emite cada año 1,5 millones de toneladas de CO2 y absorbe 6 millones gracias a su abundante masa forestal.[49]

Un país ha alcanzado la neutralidad en carbono:  Ciudad del Vaticano. Se comprometió a ello en 2007.
Otras unidades geográficas se han comprometido a lograr esta neutralidad, entre las cuales pueden citarse:
- Provincia de Columbia Británica (Canadá)
- Costa Rica
- Islandia
- Maldivas
- Noruega
- Tuvalu
- Suecia
- Nueva Zelanda

#### Canadá
En junio de 2011 la provincia de Columbia Británica anunció que oficialmente se había convertido en la primera jurisdicción estatal/provincial de América del Norte en conseguir la neutralidad de carbono en las operaciones del sector público: cada escuela, hospital, universidad, empresa pública y organismo estatal midió sus emisiones de gases de efecto invernadero (GEI), informó de ellas y adquirió compensaciones de carbono para todas sus emisiones de 2010, como requería la legislación. Varios gobiernos locales de la Columbia Británica (BC por sus siglas en inglés) también están empezando a declararse climáticamente neutros. La provincia pretende acelerar el despliegue de vehículos propulsados por gas natural. Bajo la iniciativa LiveSmart BC , los consumidores que compren un horno o un calentador de agua de gas natural son reembolsados, promoviendo así el quemado de combustibles fósiles. La provincia declara que una parte importante de la nueva producción gasista provendrá de la cuenca del río Horn, donde aproximadamente se liberarán a la atmósfera 500 millones de toneladas de CO2.

#### Costa Rica
Costa Rica pretende ser completamente neutra en carbono para 2021. En 2004, el 46,7 % de la energía primaria de Costa Rica provino de fuentes renovables, mientras que en 2006 el 94 % de su electricidad fue generada por energía hidroeléctrica, parques eólicos y energía geotérmica. Un impuesto del 3,5 % sobre la gasolina se utiliza para pagos compensatorios a los propietarios de tierras con el fin de que cultiven árboles y protejan los bosques. El Gobierno está elaborando planes adicionales para reducir las emisiones del transporte, la agricultura y la industria.

#### Dinamarca
La isla de Samsø en Dinamarca es el mayor asentamiento humano neutro en carbono del planeta. Con una población de 4 200 personas, genera su electricidad con energía eólica y su calefacción comunitaria con biomasa. Actualmente generan más energía eólica de la que consumen, y exportan la diferencia para compensar los vehículos alimentados con derivados del petróleo. Hay esperanzas futuras de utilizar vehículos eléctricos o biocarburantes.

#### Islandia
Islandia también se está moviendo hacia la neutralidad climática. Más del 99 % de su producción de electricidad y casi el 80 % de su energía primaria proviene de hidroelectricidad y geotermia. Ninguna otra nación utiliza una proporción tan alta de energía renovable.
En febrero de 2008, Costa Rica, Islandia, Nueva Zelanda y Noruega eran los primeros 4 países que se unían a la Red de Neutralidad Climática, una iniciativa dirigida por el Programa de las Naciones Unidas para el Ambiente (PNUMA) para catalizar la acción global hacia economías y sociedades bajas en carbono.

#### Maldivas
El expresidente de las Maldivas Mohamed Nasheed se comprometió en 2008 a hacer su país neutro en carbono antes de 2020 adoptando las energías solar y eólica. Las Maldivas, que consta de islas de poca altitud, sería uno de los primeros países en ser sumergidos debido a la subida del nivel del mar mar provocada por el cambio climático, causado a su vez por la excesiva concentración de dióxido de carbono en la atmósfera. Las Maldivas presidieron la fundación del Foro de Vulnerabilidad Climática.

#### Nueva Zelanda
La iniciativa neozelandesa "sector público neutro en carbono" pretendía compensar las emisiones de un grupo inicial de 6 organismos estatales para 2012. Las emisiones inevitables serían compensadas, principalmente a través de proyectos de regeneración de bosques autóctonos en espacios naturales protegidos. Los 34 organismos públicos del Estado debían también poner en marcha programas de reducción de emisiones. Esta iniciativa se interrumpió en marzo de 2009.

#### Noruega
El 19 de abril de 2007 el primer ministro Jens Stoltenberg anunció en el congreso anual del Partido Laborista Noruego que, para 2012, las emisiones GEI de Noruega se reducirían un 10 % más que su compromiso con Kioto, y que el gobierno había acordado reducir un 30 % las emisiones para 2020. También propuso que Noruega debería convertirse en climáticamente neutra para 2050, y animó a otros países ricos a seguirla. Esta neutralidad de carbono se conseguiría en parte por compensaciones, una propuesta criticada por Greenpeace, quien también pidió a Noruega que se responsabilizara de los 500 millones de toneladas de emisiones causadas por sus exportaciones de petróleo y gas. La rama noruega del Fondo Mundial para la Naturaleza también cree que la compra de compensaciones de carbono es inaceptable: «nace muerta esa política de creer que China aceptará tranquilamente que Noruega compre cuotas climáticas en el extranjero». La Fundación Bellona, ecologista, cree que el primer ministro se vio forzado a actuar por la presión de miembros antieuropeos del gobierno de coalición, y calificó el anuncio de «visiones sin contenido».
En enero de 2008 el Gobierno noruego fue un paso más allá y declaró el objetivo de ser neutro en carbono para 2030. Pero no ha concretado planes para reducir las emisiones nacionales; el plan se basa en comprar compensaciones de otros países, y en realidad se ha hecho muy poco para reducir las emisiones de Noruega, aparte de una política muy exitosa para vehículos eléctricos.

#### España
En España, en 2014, la isla de El Hierro, del archipiélago canario, se convirtió en climáticamente neutra (para su producción de energía). En Montecorvo, provincia de La Rioja, se proyectó una ecociudad neutra en carbono, pero en 2018 sigue sin completarse por dudas jurídicas.

#### Escocia
Las Orcadas poseen recursos significativos de energía eólica y marina, y la energía renovable ha empezado recientemente a predominar. A pesar de que estas pequeñas islas están conectadas eléctricamente a Gran Bretaña, generan con renovables más del 100 % de la energía que consumen. Esto viene principalmente de los aerogeneradores cercanos.

#### Suecia
Suecia pretende convertirse en climáticamente neutra para 2045. La idea es que las emisiones netas de GEI deberían ser cero. El objetivo global es que el aumento de la temperatura media mundial se limite a 2 °C (un aumento mayor podría tener consecuencias devastadoras), y que la concentración de GEI en la atmósfera se estabilice en un máximo de 400 ppm.

#### Corea del Sur
La isla de Jeju pretende ser neutra en carbono para 2030.

#### Ciudad de Vaticano
En julio de 2007 la Ciudad del Vaticano anunció un plan para devenir el primer país neutro en carbono del mundo, siguiendo la política del Papa para eliminar el calentamiento mundial. El objetivo sería logrado a través de la donación del Bosque de clima Vaticano en Hungría. El bosque tiene la extensión necesaria para, según va creciendo, y fijando por tanto carbono, compensar las emisiones anuales de la Santa Sede.  Sin embargo desde 2008 no se ha plantado ningún árbol. La compañía KlimaFa ya no existe y no ha cumplido sus promesas. En noviembre de 2008, la ciudad Estado también instaló y puso en marcha 2 400 paneles solares en el techo de la sala de audiencias del Centro Pablo VI. Una noticia de 2016 recoge que el Vaticano es uno de los 2 únicos países que han alcanzado la neutralidad de carbono (el otro es Bután).

## Iniciativas de neutralidad en carbono
Muchas iniciativas buscan ayudar a los individuos, empresas y países a reducir su huella de carbono o conseguir la plena neutralidad climática. Entre ellas pueden citarse proyectos de neutralización como la iniciativa europea Sitio web neutro, así como la campaña Cuidando del clima, de la Red de Neutralidad Climática.

## Certificación
Aunque actualmente no existe ningún certificado internacional de neutralidad climática, algunos países han establecido sistemas nacionales de certificación. Como ejemplos pueden citarse el programa noruego de ecofaros y el estándar australiano de compensaciones de carbono (NCOS por sus siglas en inglés).
Otras certificaciones también están disponibles en la bolsa de Bratislava (Eslovaquia) o el Instituto Británico de Estándares (PAS 2060).
La marca registrada Climate Neutral Certification fue originalmente concedida a la organización sin ánimo de lucro Red de Neutralidad Climática mencionada más arriba. Las primeras tres compañías certificadas como climáticamente neutras fueron Shaklee, Interface y Saunders Hotels. La sede electrónica de la organización sin ánimo de lucro indica que ya no acepta solicitudes de certificación.